# Feuquières
Feuquières es una comuna francesa situada en el departamento de Oise, en la región de Alta Francia.

## Demografía
| 1158 | 1238 | 1524 | 1561 | 1397 | 1550 | 1360 |
| Para los censos de 1962 a 1999 la población legal corresponde a la población sin duplicidades (Fuente: INSEE [Consultar]) |      |      |      |      |      |      |